# Alekszandr Iszajevics Szolzsenyicin
Alekszandr Iszajevics Szolzsenyicin (oroszul: Александр Исаевич Солженицын) (Kiszlovodszk, 1918. december 11. – Moszkva, 2008. augusztus 3.) Nobel-díjas orosz író.

## Élete
Kozák értelmiségi családba született, apja Iszaakij Szemjonovics Szolzsenyicin, anyja Taiszija Zaharovna Scserbak volt.
1936-tól 1941-ig a  Don-Rosztovi Állami Egyetemen matematikát és fizikát, majd 1939-től 1941-ig a Moszkvai Filozófiai, Irodalmi és Történeti Intézetben irodalmat tanult. A II. világháborúban egy tüzérségi felderítőosztag parancsnokaként részt vett a frontharcokban. Egy gyermekkori barátjának írott levele miatt, melyben bírálta Sztálint, 1945-ben letartóztatták.
Ezután 11 évet töltött börtönökben, munkatáborokban majd száműzetésben. 1956-ban rehabilitálták, ekkortól matematikát taníthatott. Hamarosan írással kezdett el foglalkozni. Kezdeti művei Oroszországban hamar népszerűek lettek.
Szolzsenyicin aztán saját gulagbeli élményeiből merítve írta meg igazán jelentős műveit, amelyek révén már életében klasszikussá vált. Első volt ezek sorában az Ivan Gyenyiszovics egy napja. Ezeket a szovjet kommunista kritika élesen bírálta, túlzott pesszimizmusra és a kommunizmust ért bírálataira hivatkozva. Az 1960-as évek közepétől főképp külföldön jelentek meg írásai, melyek alapján szovjetellenesség vádjával 1969-ben kizárták a Szovjet Írószövetségből. A külföldön megjelent műveit a keleti blokkban mint a szovjetellenes propaganda terjesztését látták mindössze, pedig világossá vált, hogy lerántja a leplet a munkatáborokról, amelyek foglyai között ártatlanul, hamis vádakkal, vagy politikai indítékból elítélt személyek is vannak a köztörvényes bűnelkövetők mellett.
1970-ben François Mauriac javaslatára megkapta az irodalmi Nobel-díjat, de nem utazott el a díjátadásra attól tartva, hogy nem térhet vissza hazájába.
Az 1973-ban írt A GULAG szigetvilág című regénye miatt a Legfelsőbb Tanács megfosztotta szovjet állampolgárságától és kiutasította az országból. A GULAG szigetvilág című művét a szocializmus és kommunizmus elleni pamfletnek nyilvánították. Az Írószövetség által kiadott nyilatkozat értelmében minden, a szovjet blokkhoz tartozó országban a Nobel-díj átadását szovjet-ellenes politikai megnyilvánulásnak kellett minősíteni, az írót kapitalista, imperialista pártinak, valamint fasisztának, sovinisztának és népellenesnek mondták ki.

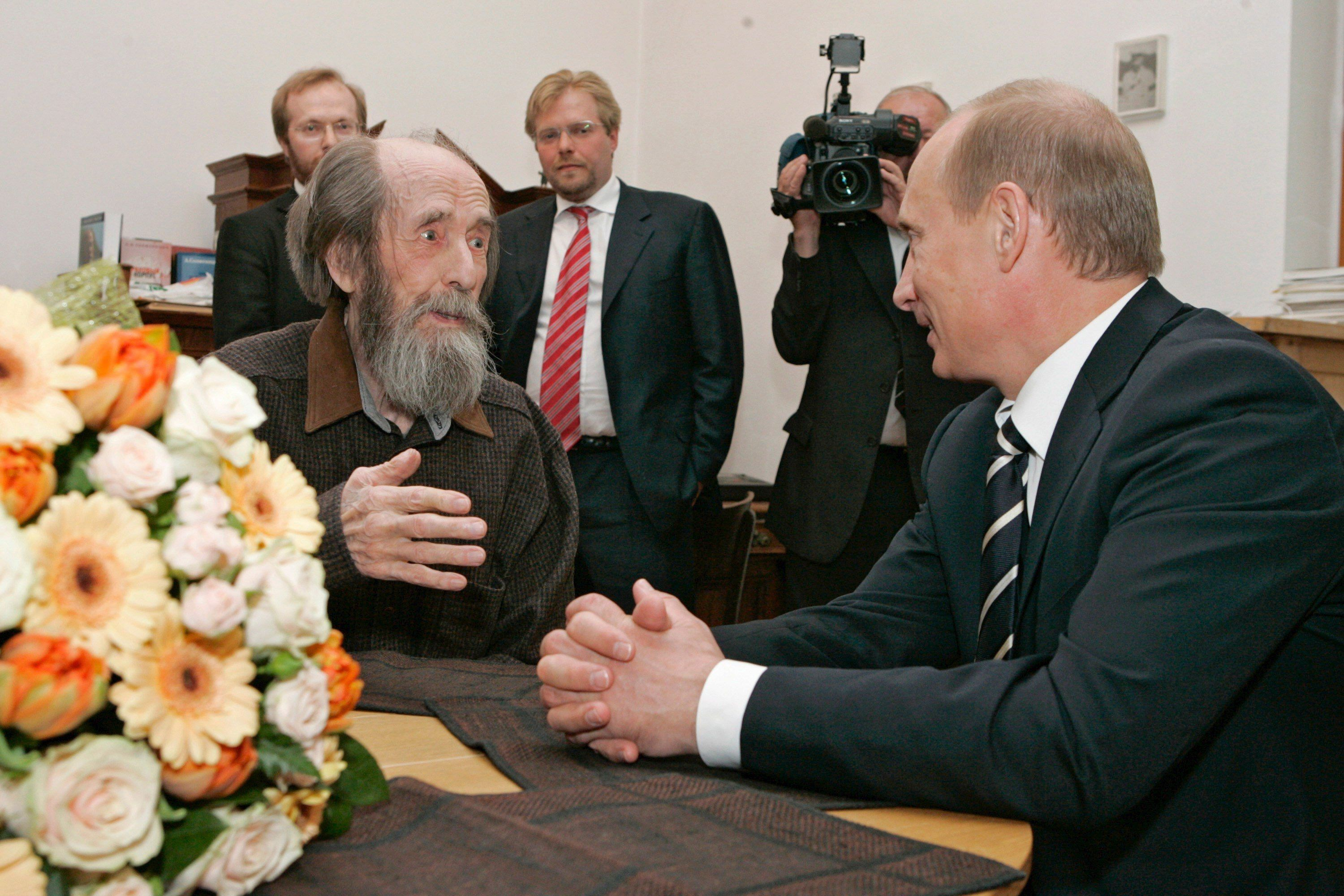
Vlagyimir Putyin köszönti az idős írót

1973-tól 1994-ig élt az Egyesült Államokban, a kanadai határhoz közeli Vermont államban, egy Cavendish nevű városka mellett, egy erdei házban. Később a „vermonti remete” nevet kapta, mivel nem nagyon kommunikált a külvilággal, ennek egyik oka elmondása szerint, hogy nem érintette meg a legkevésbé sem az amerikai anyagias világ. 1990-ben kapta vissza állampolgárságát, 1994-ben tért vissza Oroszországba. Abban a hitben ment haza, hogy részt vehet az orosz szellemi élet felrázásában. Végigutazta a kontinensnyi méretű országot, és beszédeket mondott a Dumában.
2008-ban otthonában szívelégtelenség következtében halt meg, alig több mint négy hónappal kilencvenedik születésnapja előtt. Augusztus 5-én ravatalozták fel, temetése pedig augusztus 6-án volt. A moszkvai Doni Kolostorban tartották a gyászszertartást, amelyen több ezer ember vett részt.

## Főbb művei

### Regény, kisregény
- 1962. Один день Ивана Денисовича. Ivan Gyenyiszovics egy napja (1963, 1989, 1996)
- 1968. В круге первом. A pokol tornáca (1990)
- 1968. Раковый корпус. Rákosztály (1990)
- 1973-1975. Архипелаг ГУЛАГ. A Gulag szigetcsoport
- 1976. Lenin Zürichben (1998)
- 1990. Как нам обустроить Россию? Hogyan mentsük meg Oroszországot? (1991)
- 1997. Россия в обвале. Az „orosz kérdés” a XX. század végén
- 2001–2002. Двести лет вместe (1795–1995). Együtt I–II. – Oroszok és zsidók a Szovjetunióban (2004, 2005)

### A vörös keréktetralógia
Красное колесо
- 1973. Август Четырнадцатого. Tizennégy augusztusa I–II. (2004, 2005)
- 1983. Октябрь Шестнадцатого
- 1989. Март Семнадцатого
- 1991. Апрель Семнадцатого

### Elbeszélések
- Случай на станции Кочетовка. A krecsetovkai állomáson történt (Nagyvilág 1963/6.)
- Для пользы дела. Az ügy érdekében (Nagyvilág 1963/12.)
- Матрёнин двор. Matrjona háza (Ketten a lámpa alatt 1967)
- Пасхальный крестный ход. Húsvéti körmenet (1994)

## Magyarul
- Ivan Gyenyiszovics egy napja. Regény; bev. Alekszandr Tvardovszkij, ford. Wessely László; Európa, Bp., 1963 (Modern könyvtár)
- Matrjona háza; ford. Elbert János; inː Ketten a lámpa alatt; Európa, Bp., 1967 (Szovjet írók új elbeszélései)
- A Gulag szigetcsoport, 1918–1956, 1-2.; ford. Szente Imre; Danubia-Druckerei–Nemzetőr, München, 1975–1976
- Rákosztály. Regény; ford. Szabó Mária; Árkádia, Bp., 1990
- A pokol tornáca. Regény; ford. Makai Imre, Szabó Mária; Magvető, Bp., 1990
- Hogyan mentsük meg Oroszországot?; ford. Soproni András; Magvető, Bp., 1991
- A Gulag szigetvilág, 1918–1956. Szépirodalmi tanulmánykísérlet, 1-3.; ford. Soproni András; Európa, Bp., 1993
- Húsvéti körmenet; ford. Árvay János et al.; Európa, Bp., 1994
- Az "orosz kérdés" a XX. század végén. Esszék; ford. Bagi Ibolya et al., vál. Kiss Ilona; Európa, Bp., 1997
- Lenin Zürichben; ford. N. Sándor László; Pannonica, Bp., 1998 (Pannonica kiskönyvtár)
- A vörös kerék. Tizennégy augusztusa, 1-2.; ford. Katona Erzsébet, Páll Erna; Katalizátor, Bp., 2004–2005
- Együtt, 1-2. / 1. Oroszok és zsidók a cári birodalomban / 2. Oroszok és zsidók a Szovjetunióban; ford. Palásthy M. György; Allprint, Bp., 2004–2005
- A Gulag szigetvilág, 1918–1956. Szépirodalmi tanulmánykísérlet. Rövidített változat; szerk. Edward E. Ericson, ford. Soproni András; Európa, Bp., 2009
- Ivan Gyenyiszovics egy napja. Kisregények / Matrjona háza / Ego / Fenn és lenn / Töréspontok; ford. Elbert János, Katona Erzsébet, Wessely László; Európa, Bp., 2011
- Orosznak lenni – vagy nem lenni? Esszék, cikkek, beszédek; vál. Kiss Ilona, ford. Kiss Ilona, Bagi Ibolya; Európa, Bp., 2013

## Főbb díjai
- Irodalmi Nobel-díj (1970)
- Templeton-díj (1983)
- Brancati-díj (1995)
- Állami Díj (2007)